# Dům bez východu
Dům bez východu je český dokumentární film režiséra Tomáše Hlaváčka z roku 2024 o obchodování s chudobou. Snímek získal hlavní cenu soutěže Česká radost na Mezinárodním festivalu dokumentárních filmů v Jihlavě.

## Námět
Snímek začal vznikat v návaznosti na režisérův předchozí film Bydlet proti všem, kde zachycuje politické spory ohledně iniciativy rapid re-housing v Brně. Ve filmu Dům bez východu tvůrci sledují osudy obyvatel domu Kuncovka v brněnské části Brno-Židenice. V něm jsou ubytovávání především Romové, rodiny a matky s dětmi a jsou vystavováni šikanování ze strany majitele zdevastovaného domu, podnikatele s chudobou Roberta Hrdiny a jeho ženy. Hlavní postavy jsou obyvatelky domu Zdena a Milena, a romský aktivista Julek. Obyvatelké domu jsou podporováni právníky v aktivním a organizovaném odporu proti nevybíravým praktikám majitele. Ten nájemníkům vypíná elektřinu a teplo dle vlastní zvůle a vyžaduje od nich extra platby.

## Štáb
- režie, námět: Tomáš Hlaváček, Martin Kohout
- produkce: Martin Kohout, Jakub Wagner
- kamera: Tomáš Hlaváček
- konzultace: Petr Kupka (sociolog)

## Dopad
Cílem filmu bylo vyvolat diskusi o krizi bydlení a dostupného sociálního bydlení pro nízkopříjmové skupiny. Snímek zachycuje systémové selhání státní správy, samosprávy, soudů i policie.

## Ocenění
Snímek získal cenu za nejlepší český dokumentární film v soutěži Česká radost na Mezinárodním festivalu dokumentárních filmů v Jihlavě.